# Australobolbus loweri loweri
Australobolbus loweri loweri es una subespecie de coleóptero de la familia Geotrupidae.

## Distribución geográfica
Habita en Australia.